# Mount Misch
Der Mount Misch ist ein entlegener 7.435 ft (2.266 m) hoher Gipfel in den North Cascades im Skagit County im US-Bundesstaat Washington. Er bildet den höchsten Punkt der Buckindy Range (oder Buckindy Ridge). Er liegt 19 mi (31 km) nordöstlich von Darrington (Washington) und 15 mi (24 km) nordnordwestlich des Glacier Peak, einem der Schichtvulkane der Kaskadenkette. Der Mount Misch liegt inmitten der Glacier Peak Wilderness auf vom Mount Baker-Snoqualmie National Forest bewirtschaftetem Land. Er wurde durch den Bergsteiger und Autor Fred Beckey nach seinem Freund Peter Misch (1909–1987), einem Geologie-Professor der University of Washington und Bergsteiger, benannt, der für seine Untersuchungen in den North Cascades berühmt war. Die Niederschläge vom Mount Misch und dem unbenannten Goat-Creek-Gletscher am Osthang des Berges werden über den Suiattle River abgeführt, welcher in den Skagit River mündet.

## Klima
Der Mount Misch liegt in einer „Marine West Coast“ genannten Klimazone des westlichen Nordamerika. Die meisten Wetterfronten stammen vom Pazifik und bewegen sich nordostwärts auf die Kaskadenkette zu. Wenn die Fronten die North Cascades erreichen, werden sie durch die hohen Gipfel gezwungen aufzusteigen, was zu teils heftigen Niederschlägen in Form von Regen oder Schnee führt (Stauwirkung der Gebirge). Daraus resultieren hohe Niederschlagsmengen auf der Westseite der Kaskaden, insbesondere im Winter in Form von Schnee. Während der Wintermonate ist der Himmel normalerweise bedeckt, aber aufgrund der Hochdrucksysteme über dem Pazifik im Sommer sehr oft wolkenlos oder nur sehr gering bewölkt.:16 Aufgrund des maritimen Einflusses neigt der Schnee dazu, feucht und damit schwer zu sein, so dass eine hohe Lawinengefahr besteht.:16

## Geologie
In den North Cascades sind einige der am stärksten zerklüfteten Berge und Ketten der ganzen Kaskadenkette zu finden, dazu spitze Gipfel und Grate, tiefe Trogtäler und Granit-Spitzen. Geologische Ereignisse vor langer Zeit schufen diese vielfältige Topographie und drastische Höhenunterschiede, die zu den klimatischen Unterschieden führten. Diese Unterschiede führten zu einer Vielfalt der Vegetationsverhältnisse, die als unterschiedliche Ökoregionen wahrgenommen werden.
Die Entstehungsgeschichte der Kaskaden geht bis auf das späte Eozän vor vielen Millionen Jahren zurück. Während die Nordamerikanische Platte sich über die Pazifische Platte schob, gab es fortgesetzt Episoden von Vulkanismus. Außerdem bildeten kleine Fragmente der ozeanischen und der kontinentalen Lithosphäre, sogenannte Terrane, vor etwa 50 Millionen Jahren die North Cascades.
Während des Pleistozäns, das vor etwa zwei Millionen Jahren begann, gruben sich die wiederholt vorstoßenden und zurückweichenden Gletscher in die Landschaft, hinterließen aber auch Ablagerungen von Gesteinsschutt. Die U-förmigen Querschnitte der Flusstäler sind das Ergebnis der gegenwärtig noch anhaltenden Vereisung. Hebungen und Verwerfungen in Kombination mit der Vergletscherung waren die dominanten Prozesse, welche die hohen Gipfel und die tiefen Täler der North Cascades schufen. Die rostrote Farbe von Mount Misch und der Buckindy Range stammt von den mineralisierten Brekzien-Säulen.